# مغامرات بادينغتون (مسلسل تلفزيوني 2019)
مغامرات بادينغتون (بالإنجليزية: The Adventures of Paddington)‏ هو مسلسل رسوم متحركة تلفزيوني تطويره للتلفزيون بواسطة جون فوستر وجيمس لامونت. المسلسل من إنتاج مشترك بين أفلام هاي داي وستوديو كنال، بمشاركة نيكلوديون وإم 6 وبيوي بلس. تم إنتاج الرسوم المتحركة للمسلسل بواسطة استوديو بلو زو للرسوم المتحركة وسوبربرود ستوديو. المسلسل مستوحى من سلسلة الدب بادينغتون. يتم عرض المسلسل على قناة نيكلوديون دوليًا، باستثناء فرنسا حيث يتم عرضه على جولي وبعد ذلك على إم 6 وبيوي بلس، وفي الدبلجة العربية في مركز الزهرة 2023 على قناة سبيستون.

## المقدمة
تدور أحداث العرض حول بادينغتون الأصغر سناً وهو يكتب رسائل إلى عمته لوسي للاحتفال بالأشياء الجديدة التي اكتشفها طوال اليوم.

## الشخصيات
- الدب بادينغتون (بصوت بن ويشا، وصوت عربي طالب الرفاعي، يعيد تمثيل دوره من الأفلام) هو دب بيروفي صغير، لطيف، ومهذب انتقل إلى لندن بعد أن دمر زلزال منزله. ويعيش مع عائلة براون - هنري، وماري، وجودي، وجوناثان - بجوار السيد كاري. إنه محبوب من الجميع باستثناء السيد كاري.
- هنري براون (صوت دارين بويد) هو زوج ماري ووالد جودي وجوناثان.
- ماري براون (التي أدت صوتها موروينا بانكس في الموسم الأول والثاني وتيريزا غالاغر في الموسم الثالث الحالي) هي زوجة هنري وأم جودي وجوناثان.
- السيدة بيرد (بصوت فيليس لوجان) هي قريبة بعيدة لعائلة براون وتعيش مع العائلة. إنها حكيمة جدًا وتهتم بالمنزل وتقوم بكل أعمال الطبخ والتنظيف. وتتحدث أيضًا بلهجة اسكتلندية.
- جوناثان براون (بصوت بوبي باينون) هو ابن هنري وماري والأخ الأصغر لجودي.
- جودي براون (بصوت سابرينا نيوتن فيشر في الموسم الأول وأنجيلي وول في الموسم الثاني) هي ابنة هنري وماري والأخت الكبرى لجوناثان.
- السيد كاري (بصوت ريس شيرسميث، وصوت عربي عادل أبو حسون) هو جار عائلة براون الشرير. في كثير من الأحيان يسعى السيد كاري إلى الحصول على شيء مقابل لا شيء. وهو يخاطب بادينغتون في كثير من الأحيان بلقب "الدب!".
- السيد جروبر (صوت ديفيد سكوفيلد) هو صاحب متجر خيري وأحد أفضل أصدقاء بادينغتون. في الحلقة "بادينغتون يحتفل بعيد الحانوكا"، تم الكشف عن أن السيد جروبر يهودي.
- العمة لوسي هي دب أنثى تعيش في بيرو المظلمة، وهي عمة بادينغتون، وتركز السلسلة على رسائله إليها والتي يشرح فيها مغامراته في لندن. ظهرت في المسلسل لعدة حلقات، في الموسم الثالث.
- السيدة بوتس (التي أدت صوتها ليز ساذرلاند) هي مقيمة محلية في وندسور جاردنز وتدير مجموعات المدينة المحلية، وتقدم دروسًا في الموسيقى، وهي صديقة لعائلة براون.
- صوفيا (صوتها مونيكا لوبيرا) تدير المقهى المحلي، وهي والدة ماتيو.
- ماتيو (صوته جيرميا وايزوم) هو ابن صوفيا وصديق لأطفال براون.
- توك كامالي (بصوت ديفي ميتال) هو جار براون الذي يأتي في الموسم الثاني وهو صديق لأطفال براون.
- باز (صوته جوز خان) مالك المزرعة المحلية وهو أحد أصدقاء بادينغتون.
- سيمي (بصوت سامارا سوتاريا) هي ابنة أخت باز، وهي واحدة من أصدقاء بادينغتون وتم تقديمها في الموسم الثاني.
- الدكتورة ياسمين كمالي (بصوت مايا سوندي) هي جارة بادينغتون التي تأتي في الموسم الثاني وهي والدة توك.

## إنتاج
تم الإعلان عن مغامرات بادينغتون لأول مرة في 14 فبراير 2019 كجزء من برنامج نيكلوديون 2019 المقدم تحت عنوان العمل بادينغتون،  وتم الإعلان عن تاريخ إصدار المسلسل لاحقًا في 20 نوفمبر 2019 بعنوان جديد، مغامرات بادينغتون.  يعيد بن ويشا تمثيل دور الدب بادينغتون من 3 أفلام بادينغتون.  قام غاري بارلو بتأليف وكتابة وأداء الأغنية الرئيسية للمسلسل. 
في 17 فبراير 2021، أُعلن أن الموسم الثاني سيُعرض لأول مرة في 19 فبراير 2021. 
في يوليو 2021، أعلن ستوديو كنال عن وجود موسم ثالث قيد التطوير.  في 19 أكتوبر 2022، تم الإعلان رسميًا عن الموسم الثالث، وتم عرضه لأول مرة في 3 أبريل 2023.  
في 2023 تمت دبلجته بالعربية على قناة سبيستون.

## روابط خارجية
- مغامرات بادينغتون على موقع IMDb (الإنجليزية)
- مغامرات بادينغتون على موقع روتن توميتوز (الإنجليزية)
- مغامرات بادينغتون على موقع نتفليكس (الإنجليزية)
- مغامرات بادينغتون على موقع كينوبويسك (الروسية)
- مغامرات بادينغتون على موقع ألو سيني (الفرنسية)
- مغامرات بادينغتون على موقع قاعدة بيانات الفيلم (الإنجليزية)